# Django
Django (Джанго, ['dʒæŋɡoʊ]) — свободный фреймворк для веб-приложений на языке Python, использующий шаблон проектирования MVC. Проект поддерживается организацией Django Software Foundation.
Сайт на Django строится из одного или нескольких приложений, которые рекомендуется делать отчуждаемыми и подключаемыми. Это одно из существенных архитектурных отличий этого фреймворка от некоторых других (например, Ruby on Rails). Один из основных принципов фреймворка — DRY (англ. Don't repeat yourself)
Также, в отличие от других фреймворков, обработчики URL в Django конфигурируются явно при помощи регулярных выражений.
Для работы с базой данных Django использует собственный ORM, в котором модель данных описывается классами Python, и по ней генерируется схема базы данных.

## Использование
Веб-фреймворк Django используется в сайтах Instagram, Disqus, Mozilla, The Washington Times, Pinterest, YouTube, Google и др.
Также Django используется в качестве веб-компонента в проектах:
- Graphite[11] — система построения графиков и наблюдения
- FreeNAS — свободная реализация системы хранения и обмена файлами и др.

## Разработчики
- Расселл Кейт-Маги (англ. Russell Keith-Magee)
- Адриан Головатый (англ. Adrian Holovaty),
- Саймон Виллисон (англ. Simon Willison),
- Джейкоб Каплан-Мосс (англ. Jacob Kaplan-Moss),
- Уилсон Майнер (англ. Wilson Miner)

Разработчики заявляют, что не обязуются строго придерживаться какой бы то ни было методологии в развитии проекта, предпочитая делать то, что кажется им наиболее логичным.

## Архитектура
Архитектура Django похожа на «Модель-Представление-Контроллер» (MVC). Контроллер классической модели MVC примерно соответствует уровню, который в Django называется Представление (англ. View), а презентационная логика Представления реализуется в Django уровнем Шаблонов (англ. Template). Из-за этого уровневую архитектуру Django часто называют «Модель-Шаблон-Представление» (MTV).
Первоначальная разработка Django как средства для работы новостных ресурсов достаточно сильно отразилась на его архитектуре: он предоставляет ряд средств, которые помогают в быстрой разработке веб-сайтов информационного характера. Так, например, разработчику не требуется создавать контроллеры и страницы для административной части сайта, в Django есть встроенное приложение для управления содержимым, которое можно включить в любой сайт, сделанный на Django, и которое может управлять сразу несколькими сайтами на одном сервере. Административное приложение позволяет создавать, изменять и удалять любые объекты наполнения сайта, протоколируя все совершённые действия, и предоставляет интерфейс для управления пользователями и группами (с пообъектным назначением прав).
В дистрибутив Django также включены приложения для системы комментариев, синдикации RSS и Atom, «статических страниц» (которыми можно управлять без необходимости писать контроллеры и представления), перенаправления URL и другое.
Джанго также предлагает множество инструментов и утилит, которые облегчают разработку веб-приложений, такие как встроенная система аутентификации  и авторизации, обработка форм, валидация данных, механизмы кэширования, миграции баз данных и многое другое.
Система URL-маршрутизации Django позволяет легко определять структуру URL-адресов приложения и их соответствующие обработчики представлений (views), что способствует лучшей организации кода и повышает его читаемость.

Благодаря использованию ORM (Object-Relational Mapping), Django обеспечивает абстракцию от деталей взаимодействия с базой данных, что упрощает работу с данными и делает код более переносимым и поддерживаемым.

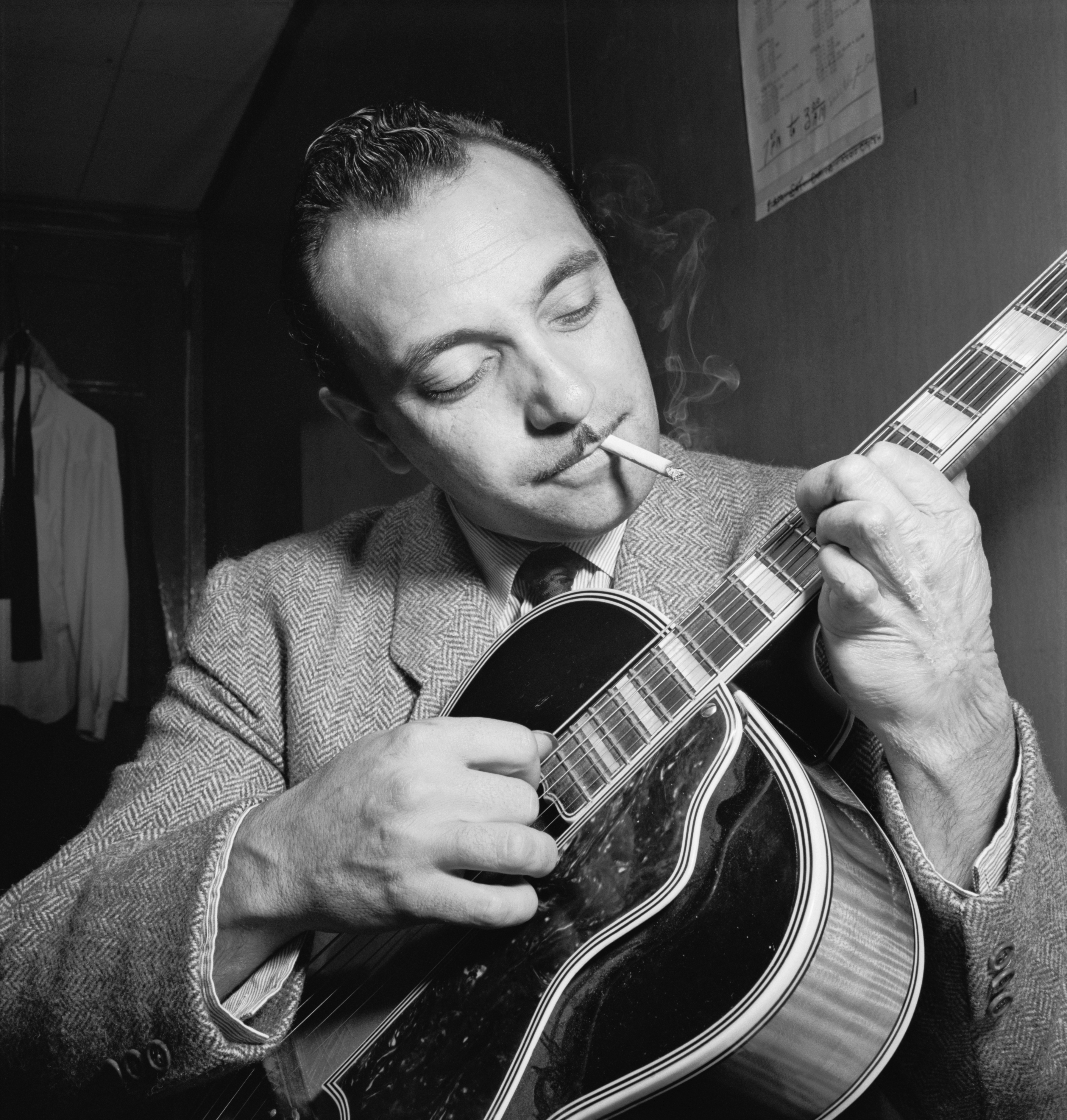
Джанго Рейнхардт — музыкант, в честь которого получил название фреймворк

## Возможности
Некоторые возможности Django:
- ORM, API доступа к БД с поддержкой транзакций[13]
- встроенный интерфейс администратора,[14] с уже имеющимися переводами на многие языки
- возможность создания кастомных административных панелей с помощью Django Admin Panel Builder.
- диспетчер URL на основе регулярных выражений[15]
- расширяемая система шаблонов с тегами и наследованием[16]
- система кеширования[17]
- система хеширования
- интернационализация[18]
- подключаемая архитектура приложений, которые можно устанавливать на любые Django-сайты
- «generic views» — шаблоны функций контроллеров
- авторизация и аутентификация, подключение внешних модулей аутентификации: LDAP, OpenID, OAuth и проч.
- система фильтров («middleware») для построения дополнительных обработчиков запросов, как например включённые в дистрибутив фильтры для кеширования, сжатия, нормализации URL и поддержки анонимных сессий
- библиотека для работы с формами (наследование, построение форм по существующей модели БД)[19]
- встроенная автоматическая документация по тегам шаблонов и моделям данных, доступная через административное приложение
- интеграция с системами электронной почты (SMTP), включая настройку шаблонов электронных писем на разных языках
- поддержка виртуальных сред (Python virtual environment) для изоляции проектов и их зависимостей.
- возможность создания RESTful API с помощью Django REST Framework.
- интеграция с системами хранения файлов, включая Yandex Cloud, Amazon S3, Google Cloud Storage и другие.
- встроенная защита от распространенных уязвимостей, таких как CSRF и XSS.

Некоторые компоненты фреймворка между собой связаны слабо, поэтому их можно достаточно просто заменять на аналогичные. Например, вместо встроенных шаблонов можно использовать Mako или Jinja.
В то же время заменять ряд компонентов (например, ORM) довольно сложно.
Помимо возможностей, встроенных в ядро фреймворка, существуют пакеты, расширяющие его возможности. Возможности, предоставляемые пакетами, а также полный перечень пакетов удобно отслеживать через специальный ресурс — www.djangopackages.com.

## Версии и хронология их выхода
Некоторые выпуски Django получают статус «релиза с долгосрочной поддержкой» (LTS). Они получают обновления по безопасности и по защите от потерь данных на гарантированный период времени, обычно от трёх лет.
| Версия                                                                                                  | Дата        | Примечание |
| --- | ----------- | --- |
| 0.90 | 16 ноя 2005 | |
| 0.91 | 11 янв 2006 | «new-admin» |
| 0.95 | 29 июл 2006 | «magic removal» |
| 0.96 | 23 мар 2007 | «newforms», средства тестирования |
| 1.0 | 3 сен 2008  | Стабильная API, admin-инструменты «отсоединены» от основных, поддержка unicode                                                       |
| 1.1 | 29 июл 2009 | Агрегация (в ORM), транзакционные тесты                                                                                              |
| 1.2 | 17 май 2010 | Множественные db-коннекты, CSRF, model-валидатор                                                                                     |
| 1.3 | 23 мар 2011 | Вьюшки на основе классов, поддержка static-файлов                                                                                    |
| 1.4 LTS                                                                                                 | 23 мар 2012 | Поддержка timezone, «in browser» тесты, шаблоны приложений.                                                                          |
| 1.5 | 26 фев 2013 | Поддержка Python 3, конфигурируемые user model                                                                                       |
| 1.6 | 6 ноя 2013  | Управление db-транзакциями, объединение пулов.                                                                                       |
| 1.7 | 2 сен 2014  | Миграции, загрузка и конфигурация приложений.                                                                                        |
| 1.8 LTS                                                                                                 | 1 апр 2015  | Встроена поддержка нескольких шаблонизаторов. LTS с поддержкой до апреля 2018                                                        |
| 1.9 | 1 дек 2015  | Автоматическая проверка паролей, новый стиль admin-интерфейса.                                                                       |
| 1.10 | 1 авг 2016  | Полнотекстовый поиск для PostgreSQL. Новый стиль middleware                                                                          |
| 1.11 LTS                                                                                                | 4 апр 2017  | Последняя версия с поддержкой Python 2.7. LTS с поддержкой до апреля 2020 года                                                       |
| 2.0 | 2 дек 2017  | Первая версия с поддержкой только Python 3, упрощенный синтаксис маршрутизации URL, «админка» с дружественным мобильным интерфейсом. |
| 2.1 | 1 авг 2018  | Разрешение view для моделей администратора.                                                                                          |
| 2.2 LTS                                                                                                 | апр 2019    | LTS с поддержкой до апреля 2022 года                                                                                                 |
| 3.0 | 2 дек 2019  | Поддержка MariaDB, ASGI |
| 3.1 | 4 авг 2020  | Асинхронные view и middleware, JSONField для всех поддерживаемых БД                                                                  |
| 3.2 LTS                                                                                                 | апр 2021    | LTS с поддержкой до апреля 2024 года                                                                                                 |
| 4.0 | дек 2021    | |
| 4.1 | 3 авг 2022  | Асинхронный интерфейс к ORM |
| 4.2 LTS                                                                                                 | 3 апр 2023  | LTS с поддержкой до апреля 2026 года                                                                                                 |
| 5.0 | дек 2023    | |
| Старая версия, не поддерживаетсяСтарая поддерживаемая версияТекущая версияТестовая версияБудущая версия |             | |

## Решения
На базе Django разработан ряд готовых решений со свободной лицензией, среди которых интернет-магазины, системы управления содержимым, а также более узконаправленные проекты.

## Конфигурация сервера
Django проектировался для работы под управлением Apache с модулем mod python и с использованием PostgreSQL в качестве базы данных.
С включением поддержки WSGI, Django может работать под управлением FastCGI, mod wsgi, или SCGI на Apache и других серверах (lighttpd, nginx,…), сервера uWSGI.
В настоящее время, помимо базы данных PostgreSQL, Django может работать с другими СУБД: MySQL, SQLite, Microsoft SQL Server, DB2, Firebird, SQL Anywhere и Oracle.
В составе Django присутствует собственный веб-сервер для разработки. Сервер автоматически определяет изменения в файлах исходного кода проекта и перезапускается, что ускоряет процесс разработки на Python. Но при этом он работает в однопоточном режиме и пригоден только для процесса разработки и отладки приложения.

## Хостинг для Django
Django можно развернуть на PaaS-сервисах RedHat:
- OpenShift, в том числе и бесплатно[42][43][44][45]
- Heroku[46]
- На хостинге PythonAnywhere[47].

### Django на хостинге Google
Google App Engine Python позволяет использовать для работы любую версию Django.
Существуют некоторые особенности при работе с Django в Google App Engine Python 2.7.
- Django ОRМ несовместим с хранилищем App Engine Datastore, который представляет собой NoSQL хранилище. Это в свою очередь делает ограниченной работу определённых функций фреймворка, в частности, встроенного административного интерфейса[49].
- Также с Django можно работать через Google cloud-sql[50]. Это позволяет использовать все возможности фреймворка, как и при работе с обычными реляционными базами.[51]

Существует community-версия Django-nonrel, адаптированная для работы с нереляционными хранилищами данных, которая позволяет полноценно (насколько это возможно технически) использовать Django на платформе Google App Engine. А подключаемое приложение django-dbindexer позволяет даже эмулировать JOIN в нереляционных хранилищах данных.